# Provincijalizam
Provincijalizam odnosno parohializam je stanje uma, gdje osoba(osobe) usredočuje na pojedinačne male dijelove nekog predmeta debate umjesto da razmotri taj predmet u kontektsu nečeg širega. Općenito, provincijalizam se bavi nečim ali u užem smislu. Suprotni pojam od provincijlazima jest univerzalizam odnosno svjetski.  

## Srodni članci
- Nimbijanizam ili NIMBY
- Uskogrudnost
- regionalizam